# Theodor Mäulen

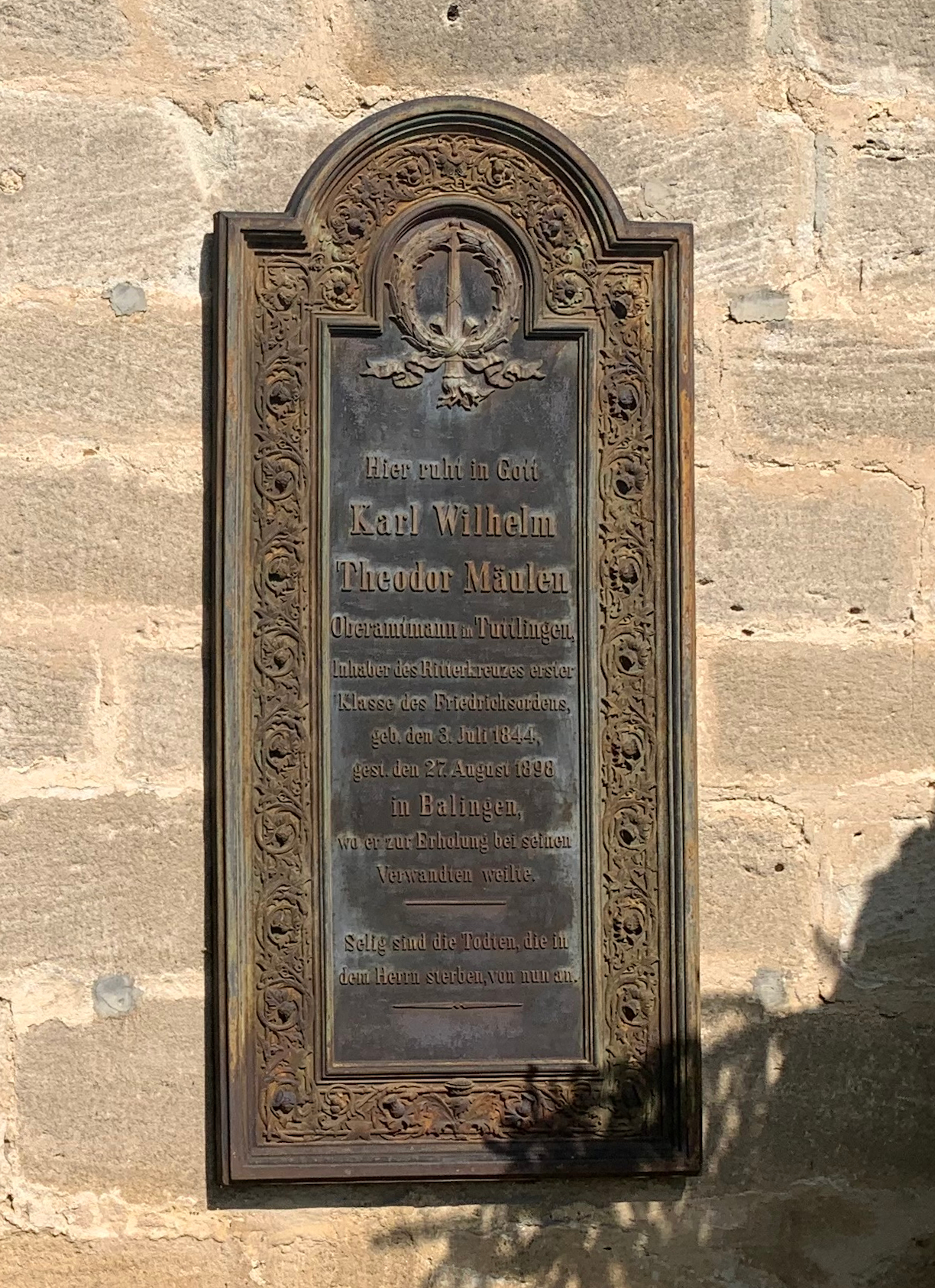
Epitaph von Theodor Mäulen

Karl Wilhelm Theodor Mäulen (* 3. Juli 1844 in Nordhausen; † 27. August 1898 in Balingen) war ein württembergischer Oberamtmann.

## Leben
1885 wurde er zum Oberamtmann im Oberamt Brackenheim ernannt. 1893 wechselte er in der gleichen Funktion in das Oberamt Tuttlingen, wo er bis zu seinem Tod 1898 Oberamtmann war. Sein Nachfolger als Oberamtmann wurde Max Nick. Er starb bei einem Besuch bei Verwandten in Balingen.
Er wurde mit dem Ritterkreuz Erster Klasse des Friedrichsordens ausgezeichnet. Ein Epitaph an der Friedhofkirche in Balingen erinnert an ihn.